# ミズイロオナガシジミ
ミズイロオナガシジミ（水色尾長小灰蝶、学名 Antigius attilia）は、チョウ目（鱗翅目）アゲハチョウ上科シジミチョウ科に分類されるチョウの一種。

## 形態
「ミズイロ」と名付けられているが、翅は水色ではない。翅表は濃灰一色で、後翅にわずかに水色の斑が乗る。
翅裏の斑紋が特徴的で、白地に黒い帯が2本はしり、内側の1本は下端付近で体寄りに折れ曲がり、後翅後縁に小さな橙色斑が入る。（右上の写真を参照）
翅表が本種と酷似するウスイロオナガシジミも、この翅裏の斑紋で容易に区別できる。
雌雄は外見が酷似し、判別は困難である。

## 生態
成虫は年1回、関東地方以南の暖地では 6月頃から、寒冷地では 7-8月頃に見られ、夏の終わりには見られなくなる。
活動するのは主に夕方で、日中は飛ばずに木の葉の裏などで休んでいることが多い。
卵は食草となる樹木の枝上、新芽のそばに産みつけられ、卵で越冬し翌春に孵化する。
幼虫の食草はブナ科植物で、主にクヌギや、ほかにコナラ、ミズナラ、カシワ、ナラガシワ、アベマキ、アラカシなどの新芽や葉を食べて育つ。
ゼフィルスの中でも比較的生息地の広い種で、近年に都市化が進み森林が失われた地域の公園や住宅地などでも見られることがある。

## 分布
東アジア（ロシア南東部、モンゴル、朝鮮半島、日本、中国東北部および中・西部、ミャンマー）に分布する。
日本では北海道、本州、四国、九州（離島では佐渡、隠岐、対馬）に分布し、本州の雑木林周辺ではミドリシジミ亜族の中でもっともよく見られる普通種だが、北海道、四国、九州では分布がやや限定される。
日本で見られるものは一括して基亜種 A. a. attilia とされるが、まれに対馬産を亜種 A. a. yamanakashoji Fujioka, 1993 と区別される場合がある。

## 写真

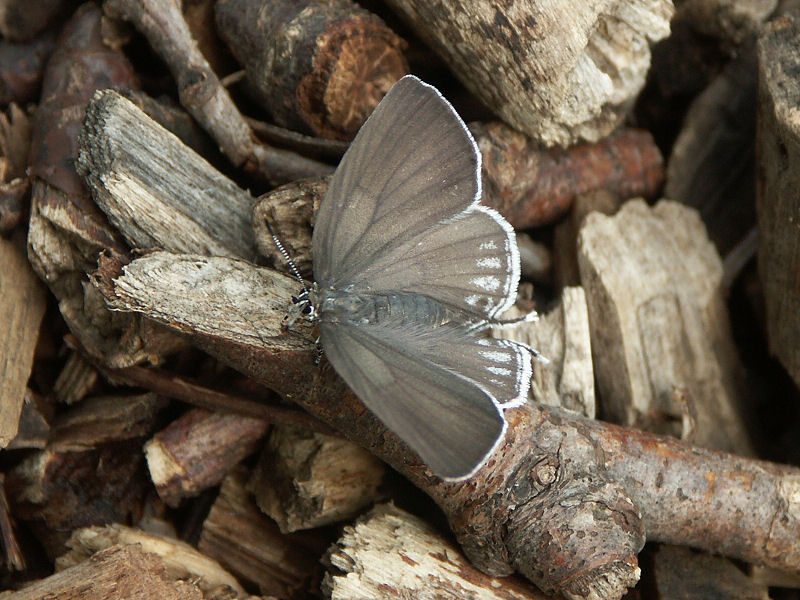
翅表は濃灰色。